# Teumessischer Fuchs
Der Teumessische Fuchs (altgriechisch ἀλώπηξ Τευμησσία alṓpēx Teumēssía) ist eine Figur aus der griechischen Mythologie. Er wird als ein menschenfressender Fuchs beschrieben, der von den Göttern wegen eines Frevels der Nachfahren des Kadmos als Strafe gegen Theben gesandt wurde. Dionysos hatte ihn auf dem Berg Teumessos, der zwischen Theben und Chalkis, nahe Ypato (Hypatos), liegt, großgezogen. Von hier verwüstete er allenthalben den Landstrich, zerriss Mensch und Tier, und konnte immer nur zeitweilig dadurch besänftigt werden, dass man ihm jeden Monat einen Knaben der Stadt als Opfer vorwarf. Der Fuchs war zudem durch göttliche Fügung dazu ausersehen, dass niemals ein Jäger ihn fangen könne. 
Als Amphitryon, der König von Tiryns, Hilfe von Kreon, dem König von Theben, im Krieg gegen die Teleboer erbat, sagte Kreon ihm diese zu, wenn er im Gegenzug bei der Jagd auf den Teumessischen Fuchs helfe. Doch die Jagd blieb erfolglos. So ging Amphitryon zu Kephalos und versprach einen Anteil an der Kriegsbeute, wenn dieser seinen Jagdhund Lailaps auf den Fuchs ansetze. Dem endlosen Zweikampf zwischen dem Fuchs, den niemand fangen konnte, und dem Hund, dem niemand entkommen konnte, machte schließlich Zeus ein Ende, indem er beide Tiere in Stein verwandelte. 
Nach einer anderen Version, die die böotische Dichterin Korinna überlieferte, erlegte Ödipus den Teumessischen Fuchs.